# Edin Bavčić
Edin Bavčić (nacido el 5 de junio de 1984 en Foča) es un jugador de baloncesto bosnio que pertenece a la plantilla del BK Klosterneuburg de la OBL. Con 2,11 metros de estatura, juega en la posición de ala-pívot.

## Trayectoria deportiva

### Europa
Comenzó su andadura profesional en el ASA BH Telecom Bosna, donde jugó dos temporadas, en las que promedió 3,9 puntos y 2,3 rebotes por partido. Tras pasar por el Kepez Belediyesi S.K. turco, donde promedió 8,4 puntos y 4,0 rebotes en 11 partidos que disputó, en 2009 fichó por el Köln 99ers de la Basketball Bundesliga, donde promedió 11,5 puntos y 4,2 rebotes.
En 2009 fichó por el Union Olimpija de la liga eslovena, promediando en la competición nacional 11,4 puntos y 6,3 rebotes, participando además en la Liga del Adriático y en la Euroliga. Al año siguiente fichó por el New Basket Brindisi de la LegADue italiana, pero solo disputó 4 partidos, fichando después por el BK Khimik de Ucrania, donde en 22 partidos promedió 9,3 puntos y 5,2 rebotes. Acabó la temporada en el Aris Salónica, con quienes estaba negociando la ampliación de su contrato por dos temporadas, pero finalmente terminó fichando por el Triboldi Cremona de la liga italiana.

### NBA
Fue elegido en la quincuagésimo sexta posición del Draft de la NBA de 2006 por Toronto Raptors, quienes traspasaron sus derechos a Philadelphia 76ers, pero nunca ha llegado a debutar en la liga.